# Tela (gmina)
Tela – gmina (municipio) w północnym Hondurasie, w departamencie Atlántida. W 2010 roku zamieszkana była przez ok. 87,6 tys. mieszkańców. Siedzibą administracyjną jest miasto Tela.

## Położenie
Gmina położona jest w zachodniej części departamentu. Graniczy z 5 gminami:
- Arizona od wschodu,
- Yoro od południowego wschodu,
- El Negrito i Morazán od południa,
- Puerto Cortés od zachodu.

Od północy obszar ogranicza Morze Karaibskie.

## Miejscowości
Według Narodowego Instytutu Statystycznego Hondurasu w 2001 roku na terenie gminy położone były następujące miasta i wsie:

- Tela
- Agua Blanca
- Agua Chiquita
- Barra Ulua
- Brisas del Lean
- Buena Vista
- Buenos Aires 1
- Buenos Aires 2
- Campo Elvir
- Cangelica
- Cangeliquita Abajo
- Cangeliquita Arriba
- Col. Los Laureles
- Concepción La Florida Vieja
- Creek Martínez
- Champerío
- El Barro
- El Cedro
- El Desvío del Zapote Mojiman
- El Dorado
- El Encanto
- El Guano
- El Guayabal
- El Junco
- El Jute
- El Rodeo
- El Tigre
- El Triunfo de La Cruz
- El Zapote 1
- El Zapote 2
- Kilómetro Trece
- Lancetilla
- La Esperanza
- La Esperanza de Santiago
- La Fortuna
- La Ica
- La Paz
- La Unión
- La Yusa
- Las Delicias
- Las Mercedes
- Las Metalias
- Las Minas
- Las Palmas
- Las Quebradas
- Los Cerritos
- Melcher Diez y Siete
- Meroa Ocho
- Meroa Río
- Mezapa
- Monte Sion
- Morazán
- Nombre de Dios
- Nueva Esperanza
- Nuevo Berlín
- Paujiles
- Peman
- Piedras Gordas
- Planes
- Procon
- Puerto Arturo
- Río Tinto
- San Alejo
- San Antonio
- San Antonio de Villafranca
- San José
- San Juan
- San Juan Lempira
- Santiago
- Tarralosa
- Toloa Adentro
- Toloa Creek
- Tornabe
- Villafranca
- Zoilabe

## Demografia
Według danych honduraskiego Narodowego Instytutu Statystycznego na rok 2010 struktura wiekowa i płciowa ludności w gminie przedstawiała się następująco:
| Wiek      | 0–3   | 4–6   | 7–12   | 13–17  | 18–24  | 25–64  | 65+   | razem  |
| Tela      | 8 514 | 6 616 | 13 166 | 10 618 | 11 502 | 32 350 | 4 878 | 87 644 |
| Mężczyźni | 4 371 | 3 430 | 6 689  | 5 355  | 5 944  | 15 418 | 2 304 | 43 510 |
| Kobiety   | 4 143 | 3 186 | 6 477  | 5 263  | 5 558  | 16 932 | 2 575 | 44 134 |